# Danh sách kỷ lục Đại hội Thể thao châu Á môn điền kinh
Đại hội Thể thao châu Á (Asian Games) hay ASIAD là một sự kiện thể thao được tổ chức 4 năm một lần, bắt đầu từ năm 1951. Hội đồng Olympic châu Á (Olympic Council of Asia) chỉ chấp nhận các vận động viên đại diện cho một trong những quốc gia thành viên của tổ chức này (hầu hết nằm trong khu vực châu Á) và công nhận các kỷ lục được thiết lập tại các kỳ ASIAD.
Các kỷ lục của đại hội trong môn điền kinh là những thành tích tốt nhất được thiết lập trong các cuộc tranh tài tại sự kiện này. Các nội dung điền kinh tại ASIAD được chia thành bốn nhóm:
- Các nội dung chạy trên sân (gồm chạy nước rút, chạy trung bình và dài, chạy vượt rào và tiếp sức),
- Các nội dung nhảy và ném (gồm ném lao, ném đĩa, ném búa, nhảy sào, nhảy xa và nhảy ba bước),
- Các nội dung thi đấu trên đường phố (chạy đường dài, đi bộ),
- Các nội dung phối hợp (gồm bảy môn phối hợp - heptathlon và mười môn phối hợp - decathlon).

## Kỷ lục của nam
| 100 m                       | 9.92 Bản mẫu:Wind | Su Bingtian                                                            | Trung Quốc            | 26 tháng 8 năm 2018     | 2018 Jakarta         | [ 1 ]                |                      |                      |                      |
| 200 m                       | 20.14 Bản mẫu:Wind | Femi Seun Ogunode                                                      | Qatar                 | 1 tháng 10 năm 2014     | 2014 Incheon         | [ 2 ]                |                      |                      |                      |
| 400 m                       | 44.46 | Yousef Masrahi                                                         | Ả Rập Xê Út           | 27 tháng 9 năm 2014     | 2014 Incheon         | [ 3 ]                |                      |                      |                      |
| 800 m                       | 1:45.45 | Sajad Moradi                                                           | Iran                  | 25 tháng 11 năm 2010    | 2010 Quảng Châu      | [ 4 ]                |                      |                      |                      |
| 1500 m                      | 3:36.49 | Mohammed Shaween                                                       | Ả Rập Xê Út           | 23 tháng 11 năm 2010    | 2010 Quảng Châu      | [ 5 ]                |                      |                      |                      |
| 5000 m                      | 13:17.40 | Birhanu Balew                                                          | Bahrain               | 4 tháng 10 năm 2023     | 2022 Hàng Châu       | [ 6 ]                |                      |                      |                      |
| 10,000 m                    | 27:32.72 | Bilisuma Shugi Gelassa                                                 | Bahrain               | 26 tháng 11 năm 2010    | 2010 Quảng Châu      | [ 7 ] [ 8 ]          |                      |                      |                      |
| Marathon                    | 2:08:21 | Takeyuki Nakayama                                                      | Nhật Bản              | 5 tháng 10 năm 1986     | 1986 Seoul           |                      |                      |                      |                      |
| 110 m hurdles               | 13.09 Bản mẫu:Wind | Liu Xiang                                                              | Trung Quốc            | 24 tháng 11 năm 2010    | 2010 Quảng Châu      | [ 9 ]                |                      |                      |                      |
| 400 m vượt rào              | 47.66 | Abderrahman Samba                                                      | Qatar                 | 27 tháng 8 năm 2018     | 2018 Jakarta         | [ 10 ]               |                      |                      |                      |
| 3000 m vượt chướng ngại vật | 8:19.50 | Avinash Sable                                                          | Ấn Độ                 | 1 tháng 10 năm 2023     | 2022 Hàng Châu       | [ 11 ]               |                      |                      |                      |
| Nhảy cao                    | 2.35 m | Mutaz Essa Barshim                                                     | Qatar                 | 29 tháng 11 năm 2014    | 2014 Incheon         | [ 12 ]               |                      |                      |                      |
| Nhảy cao                    | 2.35 m | Mutaz Essa Barshim                                                     | Qatar                 | 4 tháng 10 năm 2023     | 2022 Hàng Châu       | [ 13 ]               |                      |                      |                      |
| Nhảy sào                    | 5.90 m | Ernest John Obiena                                                     | Philippines           | 30 tháng 9 năm 2023     | 2022 Hàng Châu       | [ 14 ]               |                      |                      |                      |
| Nhảy xa                     | 8.24 m Bản mẫu:Wind | Wang Jianan                                                            | Trung Quốc            | 26 tháng 8 năm 2018     | 2018 Jakarta         | [ 15 ]               |                      |                      |                      |
| Nhảy ba bước                | 17.31 m Bản mẫu:Wind | Zou Sixin                                                              | Trung Quốc            | 3 tháng 12 năm 1990     | 1990 Bắc Kinh        |                      |                      |                      |                      |
| Đẩy tạ                      | 20.75 m | Tejinder Toor                                                          | Ấn Độ                 | 25 tháng 8 năm 2018     | 2018 Jakarta         | [ 16 ]               |                      |                      |                      |
| Ném đĩa                     | 67.99 m | Ehsan Hadadi                                                           | Iran                  | 24 tháng 11 năm 2010    | 2010 Quảng Châu      | [ 17 ]               |                      |                      |                      |
| Ném búa                     | 78.72 m | Koji Murofushi                                                         | Nhật Bản              | 8 tháng 10 năm 2002     | 2002 Busan           |                      |                      |                      |                      |
| Ném lao                     | 89.15 m | Zhao Qinggang                                                          | Trung Quốc            | 2 tháng 10 năm 2014     | 2014 Incheon         | [ 18 ]               |                      |                      |                      |
| Mười môn phối hợp           | 8384 pts | Dmitriy Karpov                                                         | Kazakhstan            | 10–11 tháng 12 năm 2006 | 2006 Doha            |                      |                      |                      |                      |
| Mười môn phối hợp           | \| Ngày thi đấu đầu tiên \| Ngày thi đấu đầu tiên \| Ngày thi đấu đầu tiên \| Ngày thi đấu đầu tiên \| Ngày thi đấu đầu tiên \| Ngày thi đấu thứ hai \| Ngày thi đấu thứ hai \| Ngày thi đấu thứ hai \| Ngày thi đấu thứ hai \| Ngày thi đấu thứ hai \| \| 100 m (gió) \| Nhảy xa (gió) \| Đẩy tạ \| Nhảy cao \| 400 m \| 110 m vượt rào (gió) \| Ném đĩa \| Nhảy sào \| Ném lao \| 1500 m \| \| --------------------- \| --------------------- \| --------------------- \| --------------------- \| --------------------- \| -------------------- \| -------------------- \| -------------------- \| -------------------- \| -------------------- \| \| 10.81 \| 7.63 m \| 16.41 m \| 2.03 m \| 48.28 \| 14.47 \| 47.87 m \| 4.80 m \| 56.66 m \| 4:47.74 \| |                                                                        |                       |                         |                      |                      |                      |                      |                      |
| Đi bộ 20 km (đường phố)     | 1:19:45 | Wang Zhen                                                              | Trung Quốc            | 28 tháng 9 năm 2014     | 2014 Incheon         | [ 19 ]               |                      |                      |                      |
| Đi bộ 35 km (đường phố      | 2:31:28 | Wang Qin                                                               | Trung Quốc            | 4 tháng 10 năm 2023     | 2022 Hàng Châu       | [ 20 ]               |                      |                      |                      |
| Đi bộ 50 km (đường phố)     | 3:40:19 | Takayuki Tanii                                                         | Nhật Bản              | 1 tháng 10 năm 2014     | 2014 Incheon         | [ 21 ]               |                      |                      |                      |
| Tiếp sức 4 × 100 m          | 37.99 | Chen Shiwei Xie Zhenye Su Bingtian Zhang Peimeng                       | Trung Quốc            | 2 tháng 10 năm 2014     | 2014 Incheon         | [ 22 ]               |                      |                      |                      |
| Tiếp sức 4 × 400 m          | 3:00.56 | Abderrahman Samba Mohamed Nasir Abbas Mohamed Mohamed Abdalelah Haroun | Qatar                 | 30 tháng 8 năm 2018     | 2018 Jakarta         | [ 23 ]               |                      |                      |                      |
| Ngày thi đấu đầu tiên       | Ngày thi đấu đầu tiên | Ngày thi đấu đầu tiên                                                  | Ngày thi đấu đầu tiên | Ngày thi đấu đầu tiên   | Ngày thi đấu thứ hai | Ngày thi đấu thứ hai | Ngày thi đấu thứ hai | Ngày thi đấu thứ hai | Ngày thi đấu thứ hai |
| 100 m (gió)                 | Nhảy xa (gió) | Đẩy tạ                                                                 | Nhảy cao              | 400 m                   | 110 m vượt rào (gió) | Ném đĩa              | Nhảy sào             | Ném lao              | 1500 m               |
| 10.81                       | 7.63 m | 16.41 m                                                                | 2.03 m                | 48.28                   | 14.47                | 47.87 m              | 4.80 m               | 56.66 m              | 4:47.74              |

| Chú thích:         | Chú thích:        | Chú thích:         | Chú thích:                                       |
| ------------------ | ----------------- | ------------------ | ------------------------------------------------ |
| WR Kỷ lục thế giới | AR Kỷ lục khu vực | NR Kỷ lục quốc gia | PB Thành tích cá nhân tốt nhất của vận động viên |

## Kỷ lục của nữ
| Nội dung                    | Thành tích | Vận động viên                                                                        | Quốc tích             | Ngày                    | Kì đại hội           | Nguồn                |
| --------------------------- | --- | ------------------------------------------------------------------------------------ | --------------------- | ----------------------- | -------------------- | -------------------- |
| 100 m                       | 11.15 | Susanthika Jayasinghe                                                                | Sri Lanka             | 8 tháng 10 năm 2002     | 2002 Busan           |                      |
| 200 m                       | 22.48 | Damayanthi Dharsha                                                                   | Sri Lanka             | 18 tháng 12 năm 1998    | 1998 Bangkok         |                      |
| 400 m                       | 50.09 | Salwa Eid Naser                                                                      | Bahrain               | 26 tháng 8 năm 2018     | 2018 Jakarta         | [ 24 ]               |
| 800 m                       | 1:59.02 | Margarita Matsko                                                                     | Kazakhstan            | 1 tháng 10 năm 2014     | 2014 Incheon         | [ 25 ]               |
| 1500 m                      | 4:06.03 | Sunita Rani                                                                          | Ấn Độ                 | 10 tháng 10 năm 2002    | 2002 Busan           | [ 26 ]               |
| 5000 m                      | 14:40.41 | Sun Yingjie                                                                          | Trung Quốc            | 12 tháng 10 năm 2002    | 2002 Busan           |                      |
| 10,000 m                    | 30:28.26 | Sun Yingjie                                                                          | Trung Quốc            | 8 tháng 10 năm 2002     | 2002 Busan           |                      |
| Marathon                    | 2:21:47 | Naoko Takahashi                                                                      | Nhật Bản              | 6 tháng 12 năm 1998     | 1998 Bangkok         |                      |
| 100 m vượt rào              | 12.63 | Olga Shishigina                                                                      | Kazakhstan            | 19 tháng 12 năm 1998    | 1998 Bangkok         |                      |
| 400 m vượt rào              | 54.45 | Kemi Adekoya                                                                         | Bahrain               | 3 tháng 10 năm 2023     | 2022 Hàng Châu       | [ 27 ]               |
| 3000 m vượt chướng ngại vật | 9:18.28 | Winfred Yavi                                                                         | Bahrain               | 2 tháng 10 năm 2023     | 2022 Hàng Châu       | [ 28 ]               |
| Nhảy cao                    | 1.96 m | Svetlana Radzivil                                                                    | Uzbekistan            | 29 tháng 8 năm 2018     | 2018 Jakarta         | [ 29 ]               |
| Nhảy sào                    | 4.63 m | Li Ling                                                                              | Trung Quốc            | 2 tháng 10 năm 2023     | 2022 Hàng Châu       | [ 30 ]               |
| Nhảy xa                     | 6.91 m | Yao Weili                                                                            | Trung Quốc            | 15 tháng 10 năm 1994    | 1994 Hiroshima       |                      |
| Nhảy ba bước                | 14.78 m | Olga Rypakova                                                                        | Kazakhstan            | 25 tháng 11 năm 2010    | 2010 Quảng Châu      |                      |
| Đẩy tạ                      | 20.55 m | Sui Xinmei                                                                           | Trung Quốc            | 1 tháng 10 năm 1990     | 1990 Beijing         |                      |
| Ném đĩa                     | 67.93 m | Feng Bin                                                                             | Trung Quốc            | 1 tháng 10 năm 2023     | 2022 Hàng Châu       | [ 31 ]               |
| Ném búa                     | 77.33 m | Zhang Wenxiu                                                                         | Trung Quốc            | 28 tháng 9 năm 2014     | 2014 Incheon         | [ 32 ]               |
| Ném lao                     | 66.09 m | Liu Shiying                                                                          | Trung Quốc            | 28 tháng 8 năm 2018     | 2018 Jakarta         | [ 33 ]               |
| Bảy môn phối hợp            | 6360 pts | Ghada Shouaa                                                                         | Syria                 | 10–11 tháng 10 năm 1994 | 1994 Hiroshima       |                      |
| Bảy môn phối hợp            | \| Ngày thi đấu đầu tiên \| Ngày thi đấu đầu tiên \| Ngày thi đấu đầu tiên \| Ngày thi đấu đầu tiên \| Ngày thi đấu thứ hai \| Ngày thi đấu thứ hai \| Ngày thi đấu thứ hai \| \| 100 m vượt rào (gió) \| Nhảy cao \| Đẩy tạ \| 200 m \| Nhảy xa (gió) \| Ném lao \| 800 m \| \| --------------------- \| --------------------- \| --------------------- \| --------------------- \| -------------------- \| -------------------- \| -------------------- \| \| 14.55 (+0.5 m/s) \| 1.81 m \| 14.33 m \| 24.67 (+1.6 m/s) \| 6.24 m (+0.7 m/s) \| 51.92 m \| 2:13.59 \| |                                                                                      |                       |                         |                      |                      |
| Đi bộ 20 km                 | 1:29:15 | Yang Jiayu                                                                           | Trung Quốc            | 29 tháng 8 năm 2018     | 2018 Jakarta         | [ 34 ]               |
| Đi bộ 35 km (đường phố)     | 2:45:13 | Qieyang Shijie                                                                       | Trung Quốc            | 4 tháng 10 năm 2023     | 2022 Hàng Châu       | [ 35 ]               |
| Tiếp sức 4 × 100 m          | 42.73 NR | Iman Essa Jasim Edidiong Odiong Hajar Alkhaldi Salwa Eid Naser                       | Bahrain               | 30 tháng 8 năm 2018     | 2018 Jakarta         | [ 36 ]               |
| Tiếp sức 4 × 400 m          | 3:27.65 | Muna Saad Mubarak Oluwakemi Mujidat Adekoya Zenab Moussa Ali Mahamat Salwa Eid Naser | Bahrain               | 4 tháng 10 năm 2023     | 2022 Hàng Châu       | [ 37 ]               |
| Ngày thi đấu đầu tiên       | Ngày thi đấu đầu tiên | Ngày thi đấu đầu tiên                                                                | Ngày thi đấu đầu tiên | Ngày thi đấu thứ hai    | Ngày thi đấu thứ hai | Ngày thi đấu thứ hai |
| 100 m vượt rào (gió)        | Nhảy cao | Đẩy tạ                                                                               | 200 m                 | Nhảy xa (gió)           | Ném lao              | 800 m                |
| 14.55 (+0.5 m/s)            | 1.81 m | 14.33 m                                                                              | 24.67 (+1.6 m/s)      | 6.24 m (+0.7 m/s)       | 51.92 m              | 2:13.59              |

## Nội dung hỗn hợp
| Nội dung                         | Thành tích | Vận động viên                                                       | Quốc tịch  | Ngày                     | Kì đại hội     | Nguồn  |
| -------------------------------- | ---------- | ------------------------------------------------------------------- | ---------- | ------------------------ | -------------- | ------ |
| Đi bộ 35 km theo nhóm (đường bộ) | 5:16:41    | Vương Tần Qieyang Shijie                                            | Trung Quốc | Ngày 4 tháng 10 năm 2023 | 2022 Hàng Châu | [ 38 ] |
| Tiếp sức 4 × 400 m               | 3:14.02    | Musa Isah Oluwakemi Mujidat Adekoya Yusuf Ali Abbas Salwa Eid Naser | Trung Quốc | Ngày 2 tháng 10 năm 2023 | 2022 Hàng Châu | [ 39 ] |

| Chú thích:         | Chú thích:        | Chú thích:         | Chú thích:                                       |
| ------------------ | ----------------- | ------------------ | ------------------------------------------------ |
| WR Kỷ lục thế giới | AR Kỷ lục khu vực | NR Kỷ lục quốc gia | PB Thành tích cá nhân tốt nhất của vận động viên |